# Periclimenes fujinoi
Periclimenes fujinoi är en kräftdjursart som beskrevs av Bruce 1990. Periclimenes fujinoi ingår i släktet Periclimenes och familjen Palaemonidae. Inga underarter finns listade i Catalogue of Life.